# 圆
圆 的第一个定义是：根據歐幾里得的《几何原本》，在同一平面内到定点 {\displaystyle o} 的距离等于定长 {\displaystyle r} 的点的集合。此定点 {\displaystyle o} 称为圆心（center of a circle），此定长 {\displaystyle r} 称为半径（radius）。
圆的第二个定义是：平面内一动点到两定点的距离的比，等于一个不为1的常数，则此动点的轨迹是圆；此圆属于一种阿波罗尼奥斯圆（circles of Apollonius）。

## 历史
古代人最早是从太阳、阴历十五的月亮得到圆的概念的。在一万八千年前的山顶洞人曾经在兽牙、砾石和石珠上钻孔，那些孔有的就很像圆。到了陶器时代，许多陶器都是圆的。圆的陶器是将泥土放在一个转盘上制成的。当人们开始纺线，又制出了圆形的石纺锤或陶纺锤。古代人还发现搬运圆的木头时滚着走比较省劲。后来他们在搬运重物的时候，就把几段圆木垫在大树、大石头下面滚着走。
约在6000年前，美索不达米亚人，做出了世界上第一个轮子——圆型的木盘。大约在4000多年前，人们将圆的木盘固定在木架下，这就成了最初的车子。
古代埃及人认为：圆，是神赐给人的神圣图形。一直到两千多年前中国的墨子给圆下了一个定义：圆，一中同长也。意思是说：圆有一个圆心，圆心到圆周上各点的距离（即半径）都相等。

## 性质

### 解析几何
- 直角坐标系中的定义：{\displaystyle (x-x_{m})^{2}+(y-y_{m})^{2}=r^{2}}，其中r是半径，{\displaystyle (x_{m},y_{m})}是圆心坐标。
- 参数方程的定义：{\displaystyle x=x_{m}+a\cos \theta }，{\displaystyle y=y_{m}+a\sin \theta }。
- 极坐标方程的定义（圆心在原点）：{\displaystyle r=a}。

### 圆心
圆是在同一平面内到定点的距离等于定长的点的集合，这个定点叫做圆的圆心（通常用{\displaystyle o}表示）。

### 弦
圆周上任何两点相连的线段称为圆的弦（英語：chord）。如图2，{\displaystyle A}、{\displaystyle B}分别为圆上任意两点，那么{\displaystyle {\overline {AB}}}就是圆的弦。

### 弧
圆周上任意两点间的部分叫做弧（英語：arc），通常用符号{\displaystyle \frown }表示。弧分为半圆、优弧、劣弧三种。

### 直径、半径
- 直径：经过圆心的弦稱作直径（用{\displaystyle d}表示）。[2]
- 半径：在圆中，连接圆心和圆上任意一点的线段叫做圆的半径，半径用字母{\displaystyle r}表示。

{\displaystyle k=\{X\in E\mid {}{\overline {MX}}<=r\}}

### 切线
假如一条直线与圆相交僅有一个交点，那么称这条直线是这个圆的切线，与圆相交的点叫做切点。如下图，直线{\displaystyle {\overline {QP}}}与圆只有一个交点{\displaystyle P}，那么{\displaystyle {\overline {QP}}}就是圆的切线。过圆上一点的切线：设该点为{\displaystyle P(x_{o},y_{o})}，圆的方程为{\displaystyle (x-a)^{2}+(y-b)^{2}=r^{2}}，则圆在该点的切线方程为：{\displaystyle (x_{o}-a)(x-a)+(y_{o}-b)(y-b)=r^{2}}
- 性质定理：圆的切线垂直于经过切点的半径。
- 推论1：经过圆心且垂直于切线的直线必经过切点。
- 推论2：经过切点且垂直于切线的直线必经过圆心。

### 割线

的正割是从到的距离。

一条直线与一条弧线有两个公共点，这条直线是这条曲线的割线（英語：Secant Theorem）。如图，直线{\displaystyle {\overline {QO}}}与圆有两个公共点，那么直线{\displaystyle {\overline {QO}}}就是圆的割线。

### 周长
圆的一周的长度称为圆的周长（记作{\displaystyle c}）。圆的周长与半径的关系是：
{\displaystyle c=\pi d}  或  {\displaystyle c=2\pi r}，
其中{\displaystyle \pi }是圆周率。

### 面积
圆的面积与半径的关系是：{\displaystyle A=\pi r^{2}}。

### 对称性
圆既是轴对称图形又是中心对称图形，圆的对称轴为经过圆心{\displaystyle o}的任意直线，圆的对称中心为圆心{\displaystyle o}。

## 圓心角、圆周角

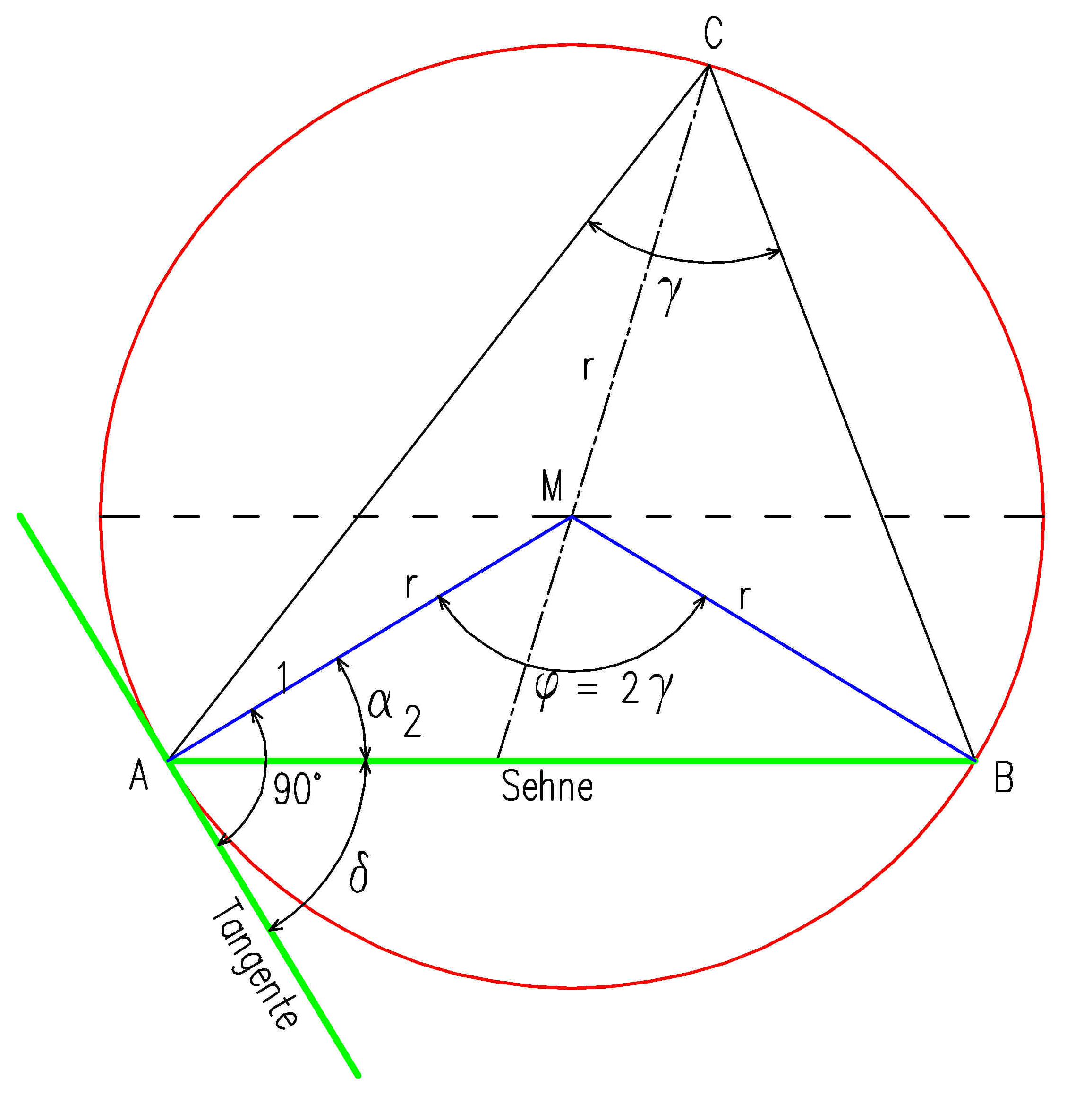
图2：弦、圆周角、圆心角

- 圆心角：顶点在圆心的角叫圆心角，圆心角的度数等于它所对的弧的度数，公式表示为{\displaystyle \theta ={\frac {L}{2\pi r}}\cdot 2\pi ={\frac {L}{r}}}。[a][2]如右图，{\displaystyle M}为圆的圆心，那么{\displaystyle \angle AMB}为圆心角。
- 圆周角：顶点在圆周上，角两边和圆相交的角叫圆周角。如右图，{\displaystyle \angle ACB}的顶点{\displaystyle C}在圆周上，{\displaystyle \angle ACB}的两边{\displaystyle {\overline {AC}}}、{\displaystyle {\overline {BC}}}分别交在圆周上，那么{\displaystyle \angle ACB}就是圆周角。

### 圆心角定理
同圆或等圆中，相等的圆心角所对的弦相等，所对的弧相等，弦心距相等，此定理也称“一推三定理”。

### 圆周角定理
圆周角定理：同弧所对的圆周角等于它所对的圆心的角的一半。

如上图，{\displaystyle M}为圆心，{\displaystyle A,B,C}分别为圆周上的点，那麼：{\displaystyle \angle AMB=2\;\angle ACB}
证明：{\displaystyle \because BM=CM,AM=CM}
{\displaystyle \because \angle BCM=\angle CBM,\angle ACM=\angle CAM}
{\displaystyle \therefore \angle BMS=\angle BCM+\angle CBM}
{\displaystyle \because \angle AMS=\angle ACM+\angle CAM}
{\displaystyle \therefore \angle BMS+\angle AMS=2(\angle BCM+\angle ACM)}
即：{\displaystyle \angle AMB=2\;\angle ACB}
圆周角定理的推论：
1. 同弧或等弧所对的圆周角相等；同圆或等圆中，相等的圆周角所对的弧是等弧。
2. 半圆或直径所对的圆周角是直角；圆周角是直角所对的弧的半圆，所对的弦是直径。
3. 若三角形一边上的中线等于这边的一半，那么这个三角形是直角三角形。

## 垂径定理
垂径定理是一种常用的几何学的定理。

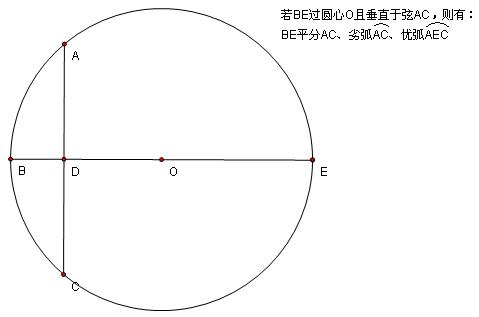
垂径定理示意图

定理定义：垂直于弦的直径平分这条弦，并且平分弦所对的两条弧。

### 知二推三
一条直线，在下列5条中只要具备其中任意两条作为条件，就可以推出其他三条结论。称为“知二推三”。
- 平分弦所对的优弧
- 平分弦所对的劣弧（前两条合起来就是平分弦所对的两条弧）
- 平分弦（不是直径）
- 垂直于弦
- 经过圆心

### 推论
1. {\displaystyle BE}过圆心{\displaystyle O}，{\displaystyle AD=DC}，则{\displaystyle BE}垂直{\displaystyle AC}并平分{\displaystyle AC}、{\displaystyle AEC}两条弧。即“平分非直径的弦的直径垂直于弦并平分弦所对的两弧。”
2. {\displaystyle AD=DC}且{\displaystyle BE}垂直{\displaystyle AC}，则{\displaystyle BE}过圆心{\displaystyle O}且平分{\displaystyle AC}、{\displaystyle AEC}两条弧。即“弦的垂直平分线过圆心且平分弦所对的两弧。”
3. {\displaystyle BE}是直径，{\displaystyle {\overset {\frown }{AB}}}（{\displaystyle {\overset {\frown }{AE}}}）＝{\displaystyle {\overset {\frown }{BC}}}（{\displaystyle {\overset {\frown }{CE}}}），则BE过圆心O，{\displaystyle {\overset {\frown }{AE}}}（{\displaystyle {\overset {\frown }{AB}}}）＝{\displaystyle {\overset {\frown }{CE}}}（{\displaystyle {\overset {\frown }{BC}}}）。即“平分弦所对的一条弧的直径垂直平分弦且平分弦所对的另一条弧。”

## 兩圓位置關係
兩個不同大小的圓（半徑分別為{\displaystyle r}及{\displaystyle R}，圓心距為{\displaystyle d}，其中{\displaystyle r<R}）之間的關係如下：
1. {\displaystyle d=0}：兩圓不相交（內含），互為同心圓。
2. {\displaystyle 0<d<R-r}：兩圓不相交（內含，亦稱「內離」）。
3. {\displaystyle d=R-r}：兩圓相交於一點（內切），有1條共同切線。
4. {\displaystyle d=R+r}：兩圓相交於一點（外切），有3條共同切線。
5. {\displaystyle R-r<d<R+r}：兩圓相交於兩點，有2條共同切線。
6. {\displaystyle d>R+r}：兩圓不相交（外離），有4條共同切線。

### 圆系方程
在解析几何中，符合特定条件的某些圆构成一个圆系，一个圆系所具有的共同形式的方程称为圆系方程。例如求半径到直线距离的方程就可以叫圆系方程。

在方程{\displaystyle (x-a)^{2}+(y-b)^{2}=r^{2}}中，若圆心{\displaystyle (a,b)}为定点，{\displaystyle r}为参变数，则它表示同心圆的圆系方程。若{\displaystyle r}是常量，{\displaystyle a}（或{\displaystyle b}）为参变数，则它表示半径相同，圆心在同一直线上（平行于{\displaystyle x}轴或{\displaystyle y}轴）的圆系方程。
- 过两圆{\displaystyle x_{1}^{2}+y_{1}^{2}+D_{1}x+E_{1}y+F_{1}=0}与{\displaystyle x_{2}^{2}+y_{2}^{2}+D_{2}x+E_{2}y+F_{2}=0}交点的圆系方程为：
{\displaystyle x_{1}^{2}+y_{1}^{2}+D_{1}x+E_{1}y+F_{1}+\lambda (x_{2}^{2}+y_{2}^{2}+D_{2}x+E_{2}y+F_{2})=0\quad (\lambda \neq -1).}
- 过直线{\displaystyle Ax+By+C=0}与圆{\displaystyle x_{1}^{2}+y_{1}^{2}+D_{1}x+E_{1}y+F_{1}=0}交点的圆系方程为：
{\displaystyle x_{1}^{2}+y_{1}^{2}+D_{1}x+E_{1}y+F_{1}+\lambda (Ax+By+C)=0.}
- 过两圆{\displaystyle x_{1}^{2}+y_{1}^{2}+D_{1}x+E_{1}y+F_{1}=0}与{\displaystyle x_{2}^{2}+y_{2}^{2}+D_{2}x+E_{2}y+F_{2}=0}交点的直线方程为：
{\displaystyle x_{1}^{2}+y_{1}^{2}+D_{1}x+E_{1}y+F_{1}-(x_{2}^{2}+y_{2}^{2}+D_{2}x+E_{2}y+F_{2})=0.}

## 其他定义
- 椭圆是平面上到两个固定点的距离之和为常数的点之轨迹，椭圆的形状可以用离心率来表示；圆可以看作是一种特殊的椭圆，即当椭圆的两个焦点重合，离心率{\displaystyle \varepsilon =0}的情况。

- 在三維空間，球面被設定為是在{\displaystyle r^{3}}空間中與一個定點距離為{\displaystyle r}的所有點的集合，此處{\displaystyle r}是一個正的實數，稱為半徑，固定的點稱為球心或中心，並且不屬於球面的範圍。{\displaystyle r=1}是球的特例，稱為單位球。
- 在測度空間中，圓的定義仍舊指距離一定點等距（在該測度下）的點的集合。

## 其它

### 相關的立体图形
截面為圓的三維形狀有：
- 球體
- 扁球體
- 圓錐體
- 圓柱體
- 圆台

### 圓和其他平面形狀
- 外接圓
- 內切圓
- 旁切圓

- 當多邊形的每條邊固定，以有外接圓的圖形面积最大。[8]

### 圓的問題
- 化圓為方是指用尺规作图的方法畫出一個和已知圓面積相同的正方形。已经证明这是不可能的。[9]
- 塔斯基分割圓問題要求用分割的方法來使已知圓變成正方形。
- 高斯圆问题。

### 资料
1. ↑  欧几里得[原著]/燕晓东（译）. . 南京: 江苏人民出版社. 2014. ISBN 9787214067593. 圆是一个在同一平面内到定点的距离等于定长的点的集合，这个定点就是圆心。
2. 1 2 3 4 5 6 7  . 北京: 人民教育出版社. 2014  [2020-10-04]. ISBN 9787107177057. （原始内容存档于2017-06-13）.
3. ↑  . 北京: 人民教育出版社. 2014  [2020-10-04]. ISBN 9787107155598. （原始内容存档于2017-06-13）.
4. 1 2 3  .   [2015-08-25]. （原始内容存档于2021-11-21）.
5. ↑  .   [2015-08-25]. （原始内容存档于2016-03-04）.
6. 1 2 3 4 5  . 北京: 北京师范大学出版社. 2014  [2020-10-04]. ISBN 9787303136933. （原始内容存档于2017-06-13）.
7. ↑  欧几里得. . .
8. ↑  J. Steiner, Einfacher Beweis der isoperimetrischen Hauptsätze, J. reine angew Math.
18, (1838), pp. 281–296; and Gesammelte Werke Vol. 2, pp. 77–91, Reimer, Berlin, (1882).
9. ↑  曹亮吉. . 原載於科學月刊第九卷第四期.   [2015-08-26]. （原始内容存档于2014-06-23）.

## 扩展阅读
- Pedoe, Dan. . Dover. 1988.
- "Circle" in The MacTutor History of Mathematics archive（页面存档备份，存于）